# Educação sexual

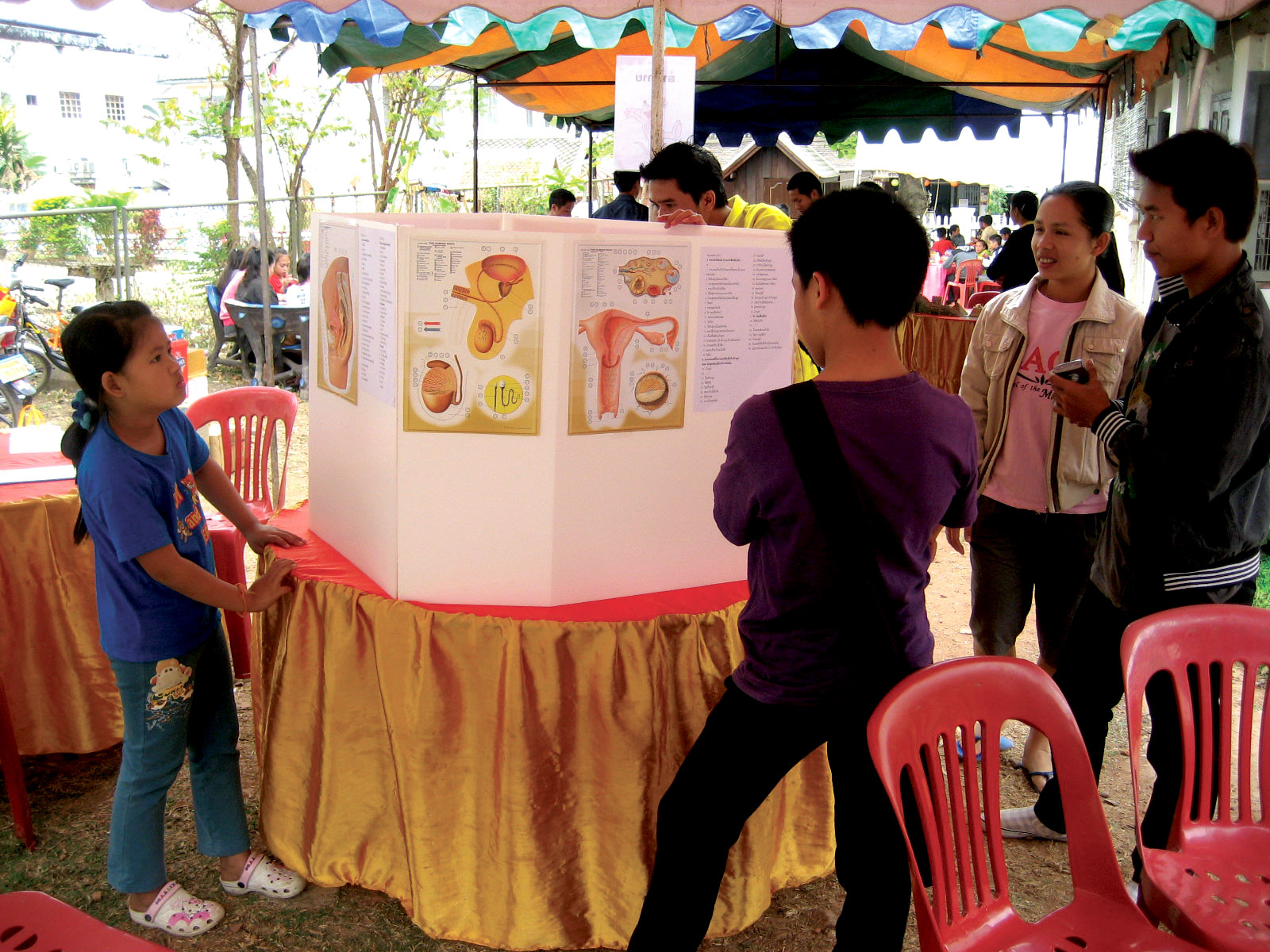
Cartazes sobre o aparelho reprodutor humano numa feira em Luang Prabang, no Laos

Educação sexual é o ensino sobre a anatomia, a psicologia e aspectos comportamentais relacionados à reprodução humana. Costuma ter, como principal público alvo, os adolescentes, visando à construção de uma vida sexual saudável e a prevenir problemas como a gravidez indesejada, as infecções sexualmente transmissíveis e o abuso sexual. "A discussão acerca da sexualidade no contexto da educação envolve a prática de projetos abrangentes que visam oferecer espaços para reflexões emancipatórias relacionadas aos fenômenos afetivos e sexuais. Do caráter informativo até a problematização da sexualidade e do gênero, a educação sexual é disciplina em evidência na contemporaneidade por sua necessidade histórica, política, social e humana".
Em relação à discussão sobre gêneros e sexualidades no espaço educativo, percebe-se a resistência de grupos e instituições enviesados por percepções individuais e pessoais ainda que estudos e pesquisas evidenciam que a ação é relevante para a sociedade. Autores argumentam que o espaço educativo é sim um ambiente apropriado para tais debates e defendem que eles sejam oportunizados no perspectivado respeito e da inclusão das políticas educacionais.
A importância da educação sexual precisa ser debatida e respeitada, pois o preconceito, bullying e as infecções sexualmente transmissíveis diz respeito ao Estado. A sexualidade está permeada de preceitos éticos e morais que regem as nossas condutas, alguns nos dizem o que não devemos fazer e outros o que devemos, como por exemplo o cuidado com o próprio corpo e o do seu parceiro, cuidado com o prazer, da igualdade de condições a homem e mulher, a responsabilidade perante um possível filho. A educação sexual ajuda a uma pessoa a identificar um abuso, a uma criança entender onde não pode deixar alguém a tocar e se ocorrer aquilo não é carinho, ensinar também a adolescentes e jovens que estão iniciando a vida sexual como usar um preservativo e que é importante usá-lo nas suas relações, ensinar que a gravidez é o mínimo problema se for comparado a uma IST, que durante a primeira relação nem toda mulher irá sangrar e se sangrar não é em muita quantidade, e que não é normal sentir dor e ter muito sangramento.

## Histórico
As discussões sobre a inclusão de temáticas relativas à sexualidade humana no currículo das escolas de ensino fundamental e médio vêm se intensificando desde a década de 1970. Acredita-se que isso se deu provavelmente em função das mudanças comportamentais dos jovens dos anos 1960, mas principalmente pelas cobranças por parte dos movimentos feministas e de grupos que pregavam o controle da natalidade. Com diferentes enfoques, há registros de discussões e de trabalhos em escolas desde a década de 1920. De acordo com Figueiró (1998) as primeiras tentativas de incluir a Educação Sexual nas escolas começaram nas décadas de 1920 e 1930, com o apoio de médicos e educadores que a defendiam. 
Especificamente no caso do Brasil, a retomada contemporânea dessa questão deu-se juntamente com os movimentos sociais que propunham, com a abertura política (1974-1988), repensar, de forma crítica, o papel da escola e dos conteúdos por ela trabalhados. Mesmo assim, as ações práticas, tanto na rede pública como na rede privada de ensino, não foram muitas. 
A partir de meados dos anos 1980, a demanda por trabalhos na área da sexualidade nas escolas aumentou em virtude da preocupação dos educadores e de toda a população com o grande crescimento da incidência de gravidez indesejada entre as adolescentes e principalmente com o risco crescente da infecção pelo vírus da imunodeficiência humana entre os jovens. Acreditava-se, a princípio, que as famílias apresentavam receio quanto à essa abordagem no âmbito escolar, mas atualmente é reconhecido a importância dessas questões para as crianças e jovens dentro da escola, como também facilita a abertura sobre esse assunto em casa.

## Abordagem pedagógica
Possui as seguintes características:
- Volta-se mais diretamente para o processo "ensino aprendiz" de sexualidade;
- Valoriza o aspecto informativo desse processo, podendo também dar ênfase ao aspecto formativo, onde se propicie a discussão de valores, atitudes e preconceitos; pode, ainda, considerar a importância da discussão de dúvidas, sentimentos e emoções;
- Direciona mais acentuadamente a reformulação de valores, atitudes e preconceitos, bem como todo o "processo de libertação", para o nível individual;[7]
- Formar profissionais que respeitem a diversidade humana, e nesse quesito se inclui a diversidade sexual dentro das particularidades de cada um.[8]

## Abordagens religiosas
A abordagem religiosa tradicional possui as seguintes características:
- liga a vivência da sexualidade ao amor de Deus e à submissão às normas religiosas oficiais;
- tem, como metas básicas, a preservação dos valores morais cristãos e o desenvolvimento da vida espiritual;
- vincula o sexo ao amor pelo parceiro, ao casamento e à procriação;
- encara o casamento e a virgindade/castidade como os dois únicos modos de viver a aliança com Deus;
- valoriza a informação de conteúdos específicos da sexualidade (encarando-a, porém, como uma meta secundária);
- pode estar comprometido com uma educação para o pudor.[7]

A preocupação da abordagem religiosa é a formação cristã dos indivíduos, sendo que os católicos seguem as orientações oficiais da Igreja Católica e os protestantes, cada denominação a seu modo, a interpretação literal da Bíblia.
A abordagem religiosa liberadora apresenta as seguintes características:
- liga a vivência da sexualidade ao amor a Deus e ao próximo;
- tem, como metas básicas, a conservação dos princípios cristãos fundamentais, o desenvolvimento da vida espiritual e a consciencialização do cristão para a participação na transformação social;
- valoriza a informação de conteúdos, num contexto de debate, para, através da discussão da sexualidade, levar à tomada de consciência da cidadania;
- vê, de maneira crítica, as normas oficiais da Igreja sobre a sexualidade e procura levar o cristão a ser sujeito de sua sexualidade, com liberdade, consciência e responsabilidade;
- vê a educação sexual como um ato político, ou seja, como uma atitude de engajamento com a transformação social [...][7]

## Abordagem política
Possui as seguintes características:
- orienta para o resgate do género, do erótico e do prazer na vida das pessoas;
- ajuda a compreender (ou alerta para a importância de se compreender) como as normas sexuais foram construídas socialmente;
- considera importante o fornecimento de informações e a autorrepressão;
- propicia questionamentos filosóficos e ideológicos (ou mostra a importância desses questionamentos);
- encara a questão sexual com uma questão ligada diretamente ao contexto social, influenciando e sendo influenciada por este;
- dá ênfase à participação em lutas coletivas para transformações sociais;
- considera importantes as mudanças de valores, atitudes e preconceitos sexuais do indivíduo para o alcance de sua libertação e realização sexual. Porém, isto é encarado como um meio para se chegar a novos valores sexuais, que possibilitem a vivência de uma sexualidade com liberdade e responsabilidade, em nível não apenas do indivíduo, mas da sociedade como um todo.[7]
- a questão do gênero é abordada buscando dialogar sobre as lutas das mulheres e sua história.[9]